# Радіофабрика

Радіофабрика (нім. Radiofabrik 107,5), Вільне радіо Зальцбурга, - громадське радіо в Зальцбурзі (Австрія) і найбільше вільне радіо в Західній Австрії .

## Історія

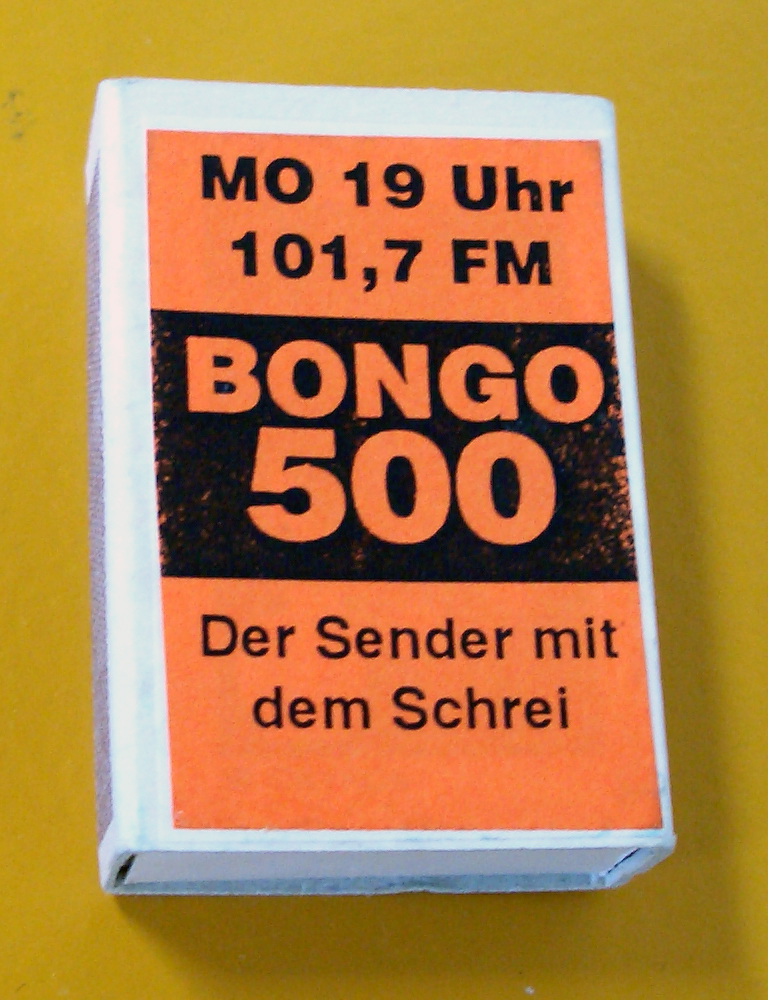
Коробка сірників з рекламою "Piratenradio Bongo 500", 1992 рік

Деякі з засновників Радіофабрики, як-от колишній голова Вольфганг Хірнер, брали участь у діяльності піратської радіостанції (Radio Bongo 500) у 1992 році під час дії державної радіомонополії в Австрії.
Радіофабрика вийшла в ефір безпосередньо після скасування австрійської державної монополії на радіомовлення у 1998 році, ставши другою вільною радіостанцією на австрійському радіопросторі (після Radio Helsinki в Ґраці). Її час в ефірі обмежувався п’ятигодинним проміжком на комерційному радіо Radio Arabella.
У січні 2002 розпочалося щоденне мовлення у партнерстві з фірмою Objektwerbung GmbH. У зв’язку з фінансовими труднощами в жовтні 2003 комерційний партнер станції припинив діяльність, в зв’язку з чим Радіофабрика отримала власну повну ліцензію.
На початку свого існування станція знаходилась в так званій контейнерній студії. З 2005 року Радіофабрика займає професійно обладнане приміщення (офіс, студія, кімната запису та зала для семінарів) в найбільшому автономному культурному центрі Західної Австрії, ARGE-Kultur Salzburg.
У лютому 2009 року Радіофабрика розпочала кампанію за впровадження роздільної сплати податку за теле- та радіомовлення в федеральній землі Зальцбург.
У квітні 2011 року Австрійське управління комунікацій KommAustria подовжило дію ліцензії на наступні десять років до 2021 року.
У 2012 році Радіофабрика заснувала телевізійну станцію FS1.
Перша зовнішня студія Радіофабрики відкрилась у липні 2015 року.

## Програма та концепція

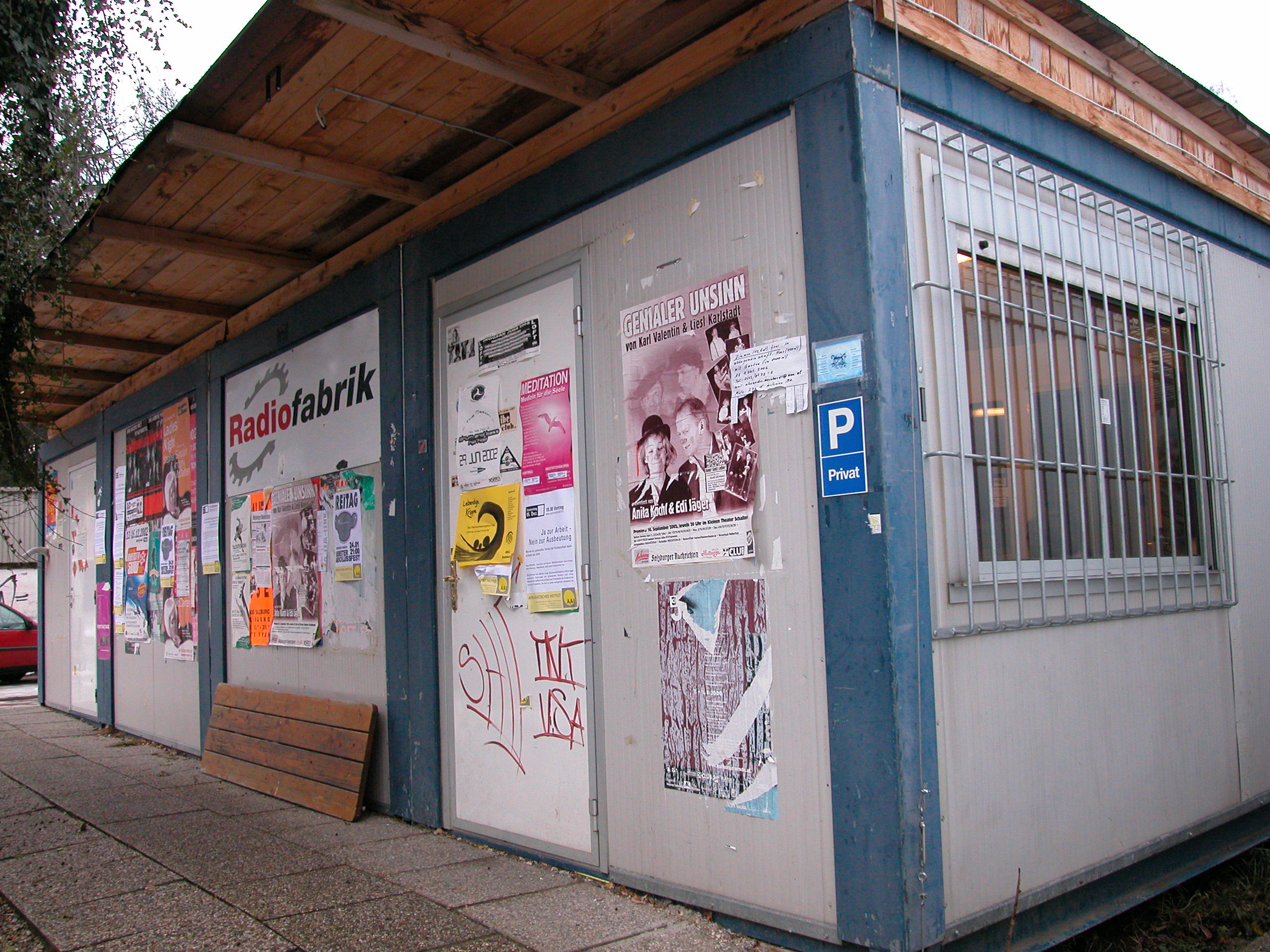
Контейнерна студія, у якій Радіофабрика знаходилась до 2005 року

Радіофабрика є некомерційним, вільним радіо і тому відкрита усім зацікавленим особам і групам, особливо тим, які не мають належного представництва у комерційних і суспільних медіа. Тут виходять програми, створені літніми людьми для літніх людей, дітьми або підлітками для дітей і підлітків. Загалом Радіофабрика транслює програми більш ніж десятьма різними мовами. ЇЇ можна вважати одним із медіаджерел з найбільшим розмаїттям поглядів в Зальцбурзі.
Усі бажаючі можуть на добровільній основі створити власну передачу: передумовою для цього є членство у об’єднанні та успішне проходження вступного курсу, в якому навчають основ медіаправа, студійної техніки та ведення прямої трансляції. Виняток становлять програми з расистським, сексистським, прославляючим насильством або антидемократичним змістом, а також релігійна пропаганда.
Наразі Радіофабрика транслює на частотах 107,5 MHz, 97,3 MHz і 103,8 MHz (кабель) більш ніж 190 програм від 300 авторів.
До вересня 2012 року головним редактором радіостанції був неоднократно відзначений нагородами журналіст Георг Віммер, а програма координувалась менеджером проектів Евою Шмідгубер.

## Професійні редакції

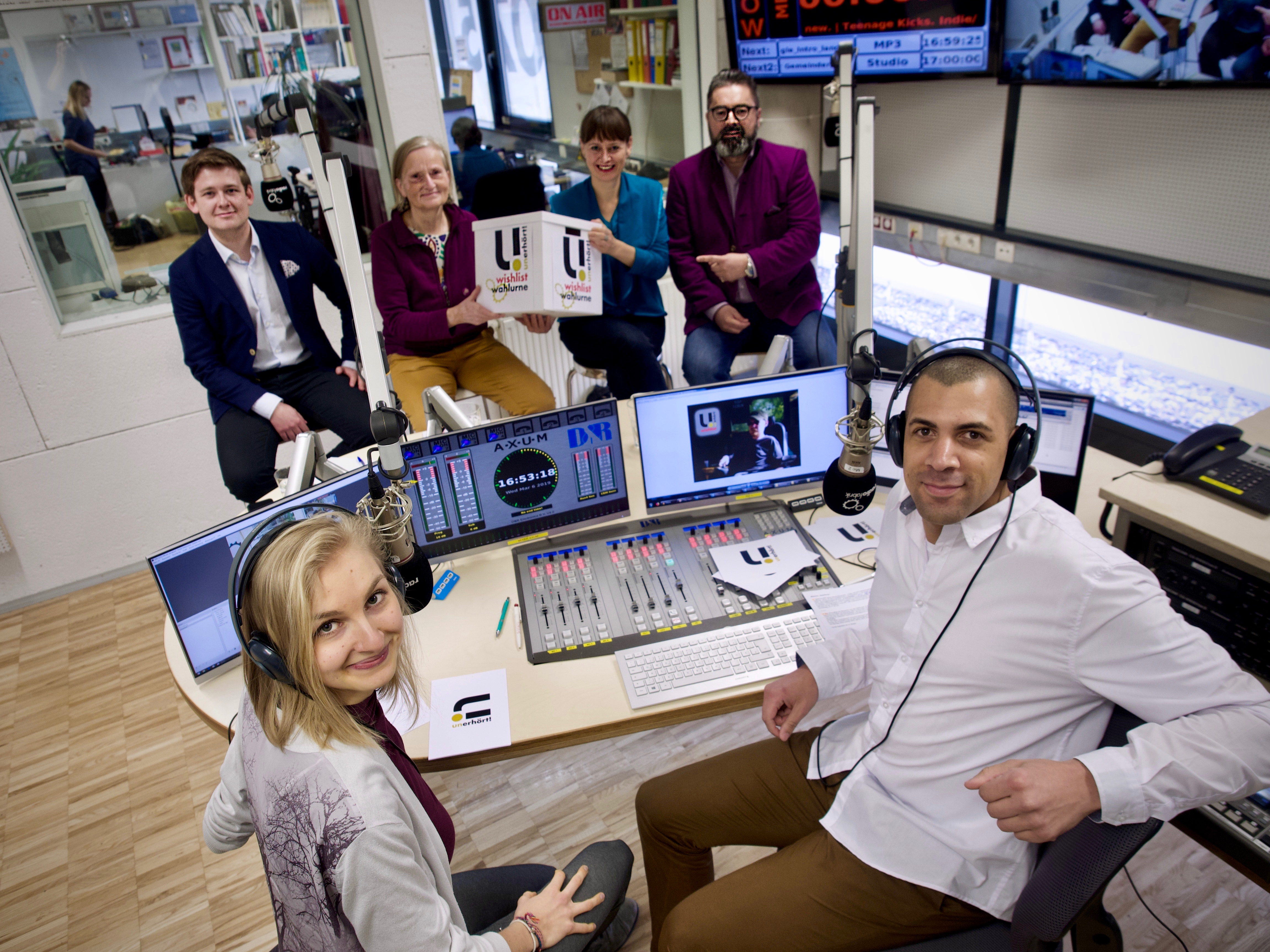
Студійна дискусія на тему виборів Зальцбурзької муніципальної ради за участі Тімни Пахнер та Даніеля Берґервайса – редакторів радіожурналу unerhört! 2019 р.

З моменту свого заснування і дотепер Радіофабрика має власну напівпрофесійну редакцію. Для створення і ведення випуску новин "Magazin um 5" до головного редактора долучилася команда редакторів-практикантів. Передача виходила кілька разів на тиждень і припинила своє існування у 2015 за браком фінансування.
Восени 2018 року за підтримки владних структур міста Зальцбург був впроваджений курс медійної освіти для редакторів (Lehrredaktion). Щороку група охочих отримати базові навички у сфері журналістики бере участь у цьому курсі. По успішному завершенні курсу учасники можуть приєднатися до редакції випуску новин "unerhört!" (нім. "нечувано").
За підбір музичного матеріалу та спеціальну музичну програму Радіофабрики відповідає професійна музична редакція.

## Освітня діяльність
Працівники Радіофабрики є авторами низки навчальних курсів та семінарів на медійну тематику. Згідно з внутрішньою статистикою Радіофабрики, тут пропонується найширший спектр медійних курсів серед інших представників некомерційного мовлення в Австрії. Теми курсів варіюються від модерації передач і редагування аудіоматеріалів до просування медіа-продуктів, а також курсів із класичної журналістики. У 2019 році більше 1400 осіб закінчили один чи декілька курсів Радіофабрики. 

## Організація

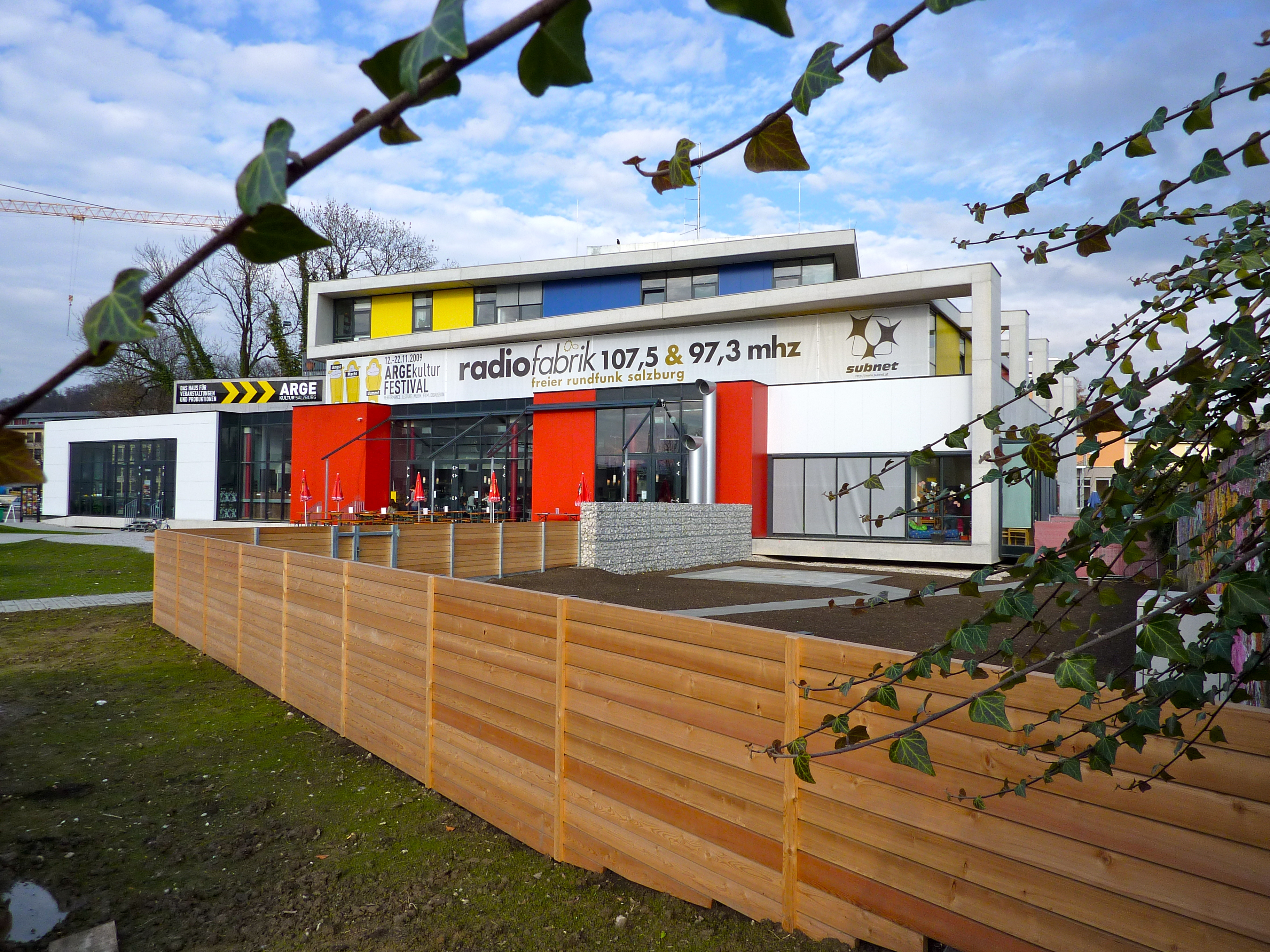
Студія Радіофабрики на 2 поверсі культурно-просвітницького закладу ARGEkultur. Антена на даху передає на частоті 97,3 МГц

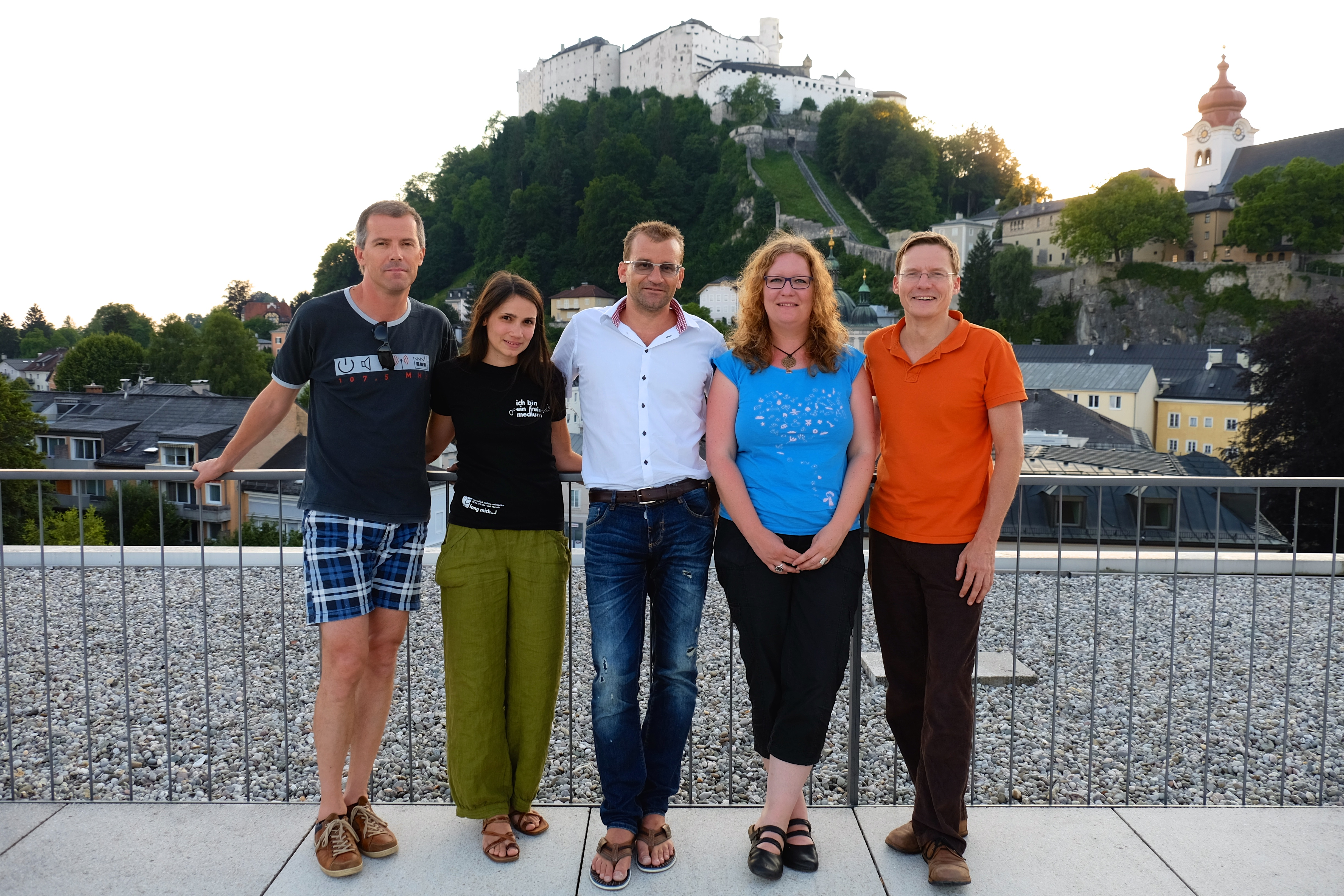
Керівна рада Радіофабрики, зліва направо: Олівер Бауман, Ева-Марія Кубін, Вольфганг Штьогер, Су Каррер, Вольфганг Гірнер (2015)

До 2009 року Радіофабрика займалась організаційною роботою двох структур: Об’єднання вільного радіо Зальцбургу, членами якого на інституційному рівні є усі автори програм і спонсори, існувало на основі радіостанції. У володінні об’єднання перебувала також і компанія Sendeanlagen GesmbH, власник радіоліцензії. З жовтня 2009 року об’єднання є універсальним правонаступником цієї компанії.
В дорадчому апараті об’єднання станом на червень 2019 року головує педагог і журналіст Олівер Бауман, іншими його членами є науковиці Зальцбурзького університету Су Карер та Ева-Марія Кубін, культурний менеджер Сімоне Сеймер, підприємець та засновник Радіофабрики Вольфганг Гірнер, економічний консультант Вольфґанґ Штьоґер.
До початку 2007 року радіостанцію очолював її засновник, Вольфганг Гірнер. Викладач Андреас Вагнер у 2007 році обійняв посаду комерційного директора. З березня 2008 року медіаменеджер та -митець Альф Альтендорф (раніше працював на TIV, задіяний в становленні телеканалу Okto) є керівником Радіофабрики, у 2018 році до нього приєдналась Ева Шмідхубер як керівник програм.

### Фінансування
Діяльність станції фінансується громадськими внесками та власними надходженнями (членські внески, освітня діяльність тощо).

## Проектна діяльність
Радіофабрика співпрацює з культурними центрами та громадськими організаціями Зальцбурга на локальному рівні, а також бере участь в інтернаціональних проектах ЄС.   
Медіаосвітницька діяльність набуває все більшого значення для Радіофабрики. Про це свідчить, наприклад, проект Interreg-IIIA-Projekt "EuRegio Medienzentrum" (2006-2009), партнерами якого виступили об'єднання Aktion Film Salzburg та адміністрація округа Траунштайн.

### Проекти

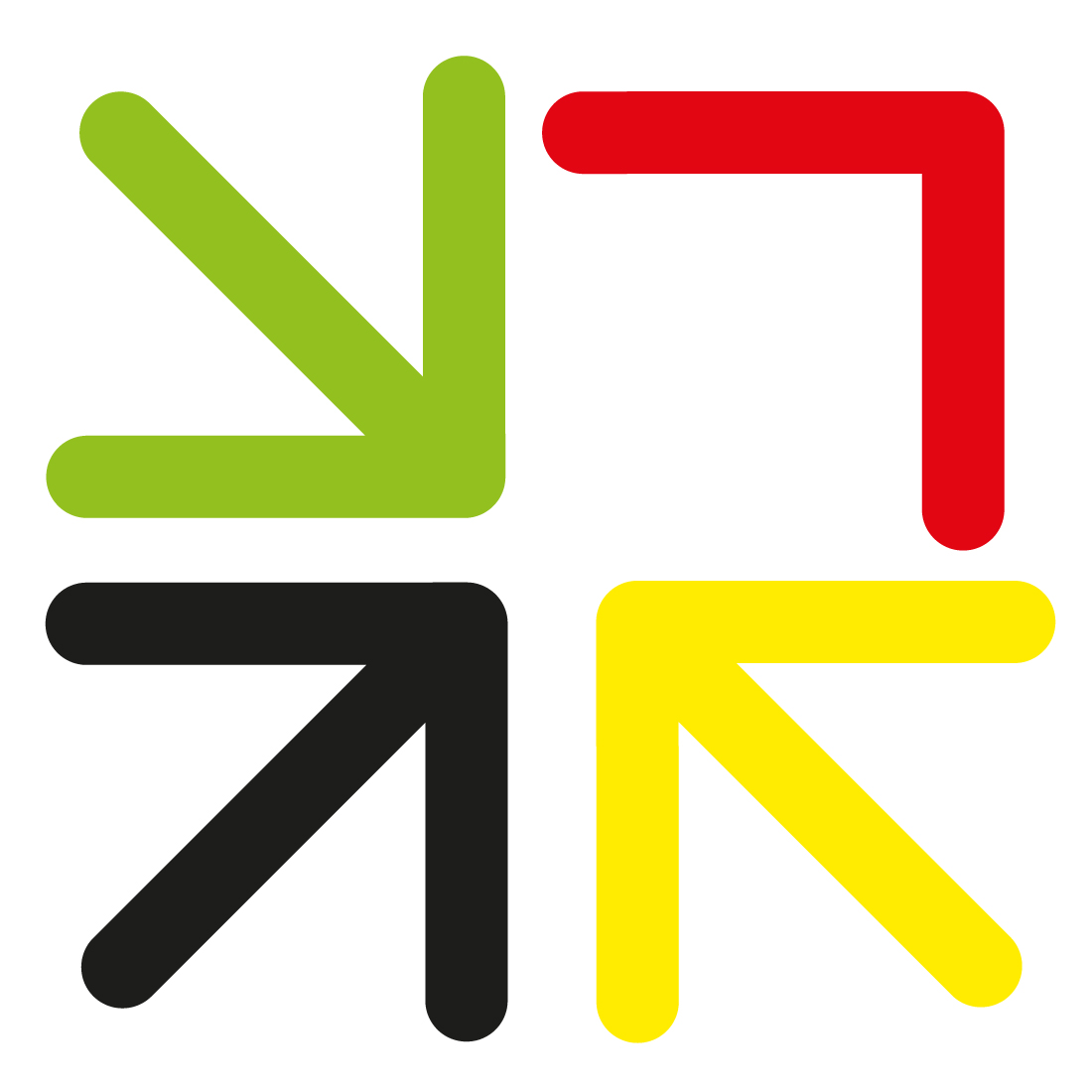
Конференція Civilmedia, логотип 2017

Поточні та завершені проекти включають:
- Check your Choice і Check Europe (2014, на замовлення Європарламенту)
- Проект ЄС Addicted 2 Random (2011–2013)
- Проект ЄС Hörstolpersteine (2012)
- Проект ЄС Ohrenblicke (2009–2011)
- Проект ЄС Ein Hörmahnmal (2009–2010)
- Проект " Civil Media" (щорічна конференція з 2005 р.) [21]
- Проект ЄС "Radiodialoge - Stimmen der Vielfalt" (2008-2009)
- Проект ЄС Talk About It (2007-2008)
- Проект ЄС Let's Talk About Science (2007)
- Проект ЄС I Speak Football (2008)
- EuRegio - Медіацентр (2006-2009)
- EuRegio - Дитяче радіо  - зроблене дітьми, про дітей, для дітей
- Ballkönigin - проект молодіжної спортивної журналістики на чемпіонаті Європи з футболу 2008
- mozartRemixed (2006)

## Технічне забезпечення

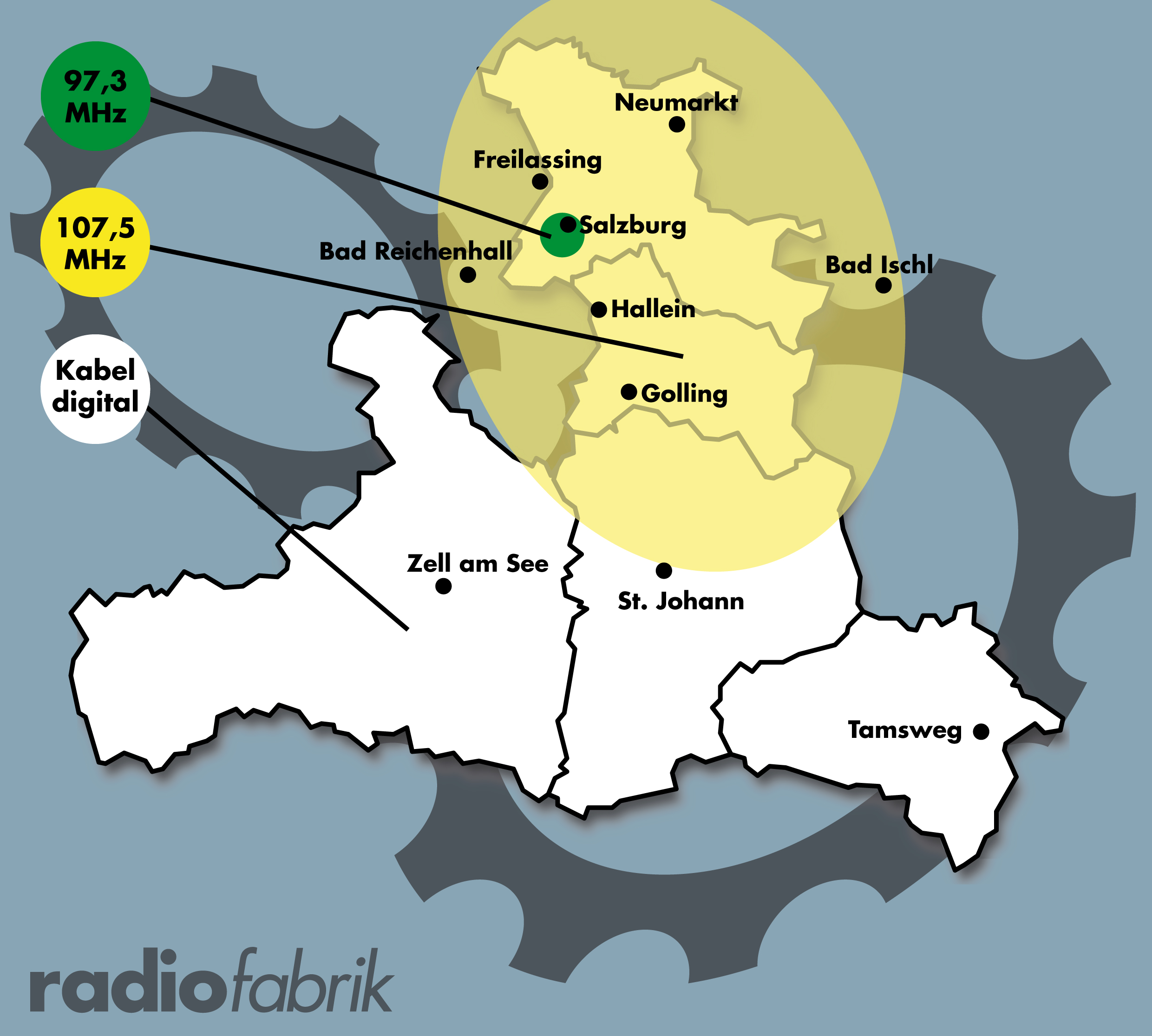
Радіофабрика – зона покриття (2014)

Радіофабрика створює спеціальне програмне забезпечення для радіоредакцій.
Герман Губер, програміст та директор з технологій обробки даних, представив власну програму для автоматизованого радіомовлення YARM (Yet Another Radio Manager) на фестивалі Ars Electronica у 2005 році. На неї відтоді перейшли багато австрійських вільних радіостанцій. Розробка припинилась в 2014 році.

Інтернет-платформи вільних радіостанцій в Австрії та Німеччині уможливлюють взаємний обмін контентом. 

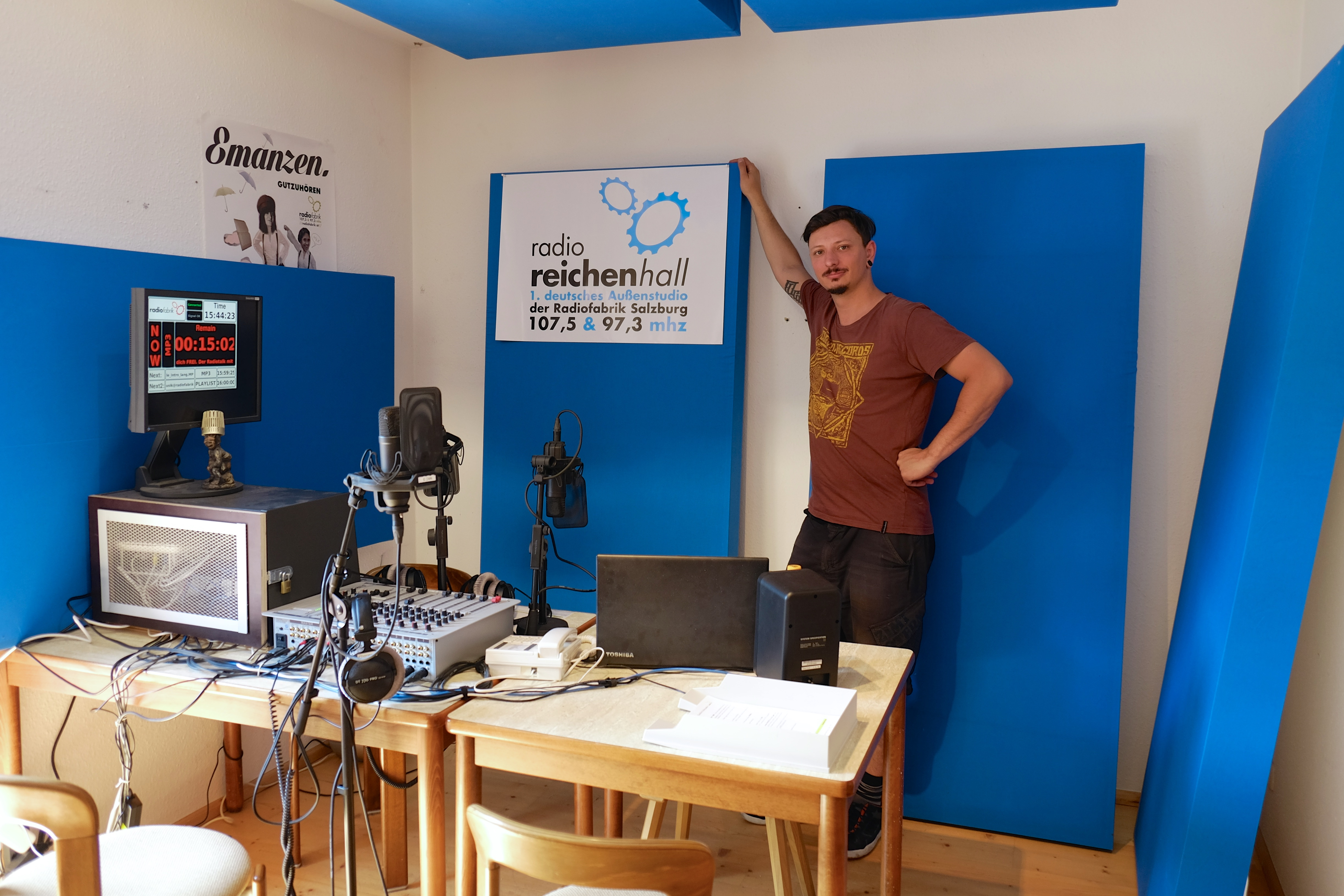
Зовнішня студія Radio Reichenhall – приміщення студії (2015)

### Зона покриття і прийом
Радіофабрика транслює на частоті УКВ 107,5 Мгц, її зона покриття охоплює північні області федеральної землі Зальцбург (Фляхгау, Тенненгау, Зальцбург Зеєнланд) і сягає сусідніх округів Баварії (Траунштайн, Берхтесгаден). Окрім цього, радіостанція послуговується аналоговим мовленням на частоті 103,8 Мгц і цифровим мовленням по всій території федеральної землі під програмним номером 42 в мережі Salzburg AG, а також має пряму інтернет-трансляцію.
Загальна технічна зона покриття охоплює близько 425 000 осіб.
Допоміжний радіопередавач на частоті 97,3 Мгц знаходиться у будівля ARGEKultur у Зальцбурзі, основну антену на частоті 107,5 Мгц було встановлено біля церкви Марія Пляйн у 2002 році. На початку 2013 року вона  була перенесена на Гогґітцен, гору в громаді Берггайм, для покращення сигналу. Радіоточка була названа на честь британської математиці і програмістки Ади Лавлейс (1815-1852) і отримала назву “Ада”.
З березня 2015 року радіостанція має зовнішню студію в Бад-Райхенгаллі (Німеччина). Планується відкриття наступних студій.

## Партнерства
Радіофабрика є членом об’єднання вільних радіо Австрії (VFRÖ), Dachverband Salzburger Kulturstätten, IG Kultur Österreich і освітньої організації COMMIT. 
Вона є засновником і співвласником громадського некомерційного телебачення Зальцбургу, яке працює з лютого 2012 року під назвою FS1.
Організація також є офіційним партнером BBC World Service і вісім разів на день передає короткий огляд новин англійською мовою.
Партнерство укладено також і з американським журналом Democracy Now 

## Нагороди

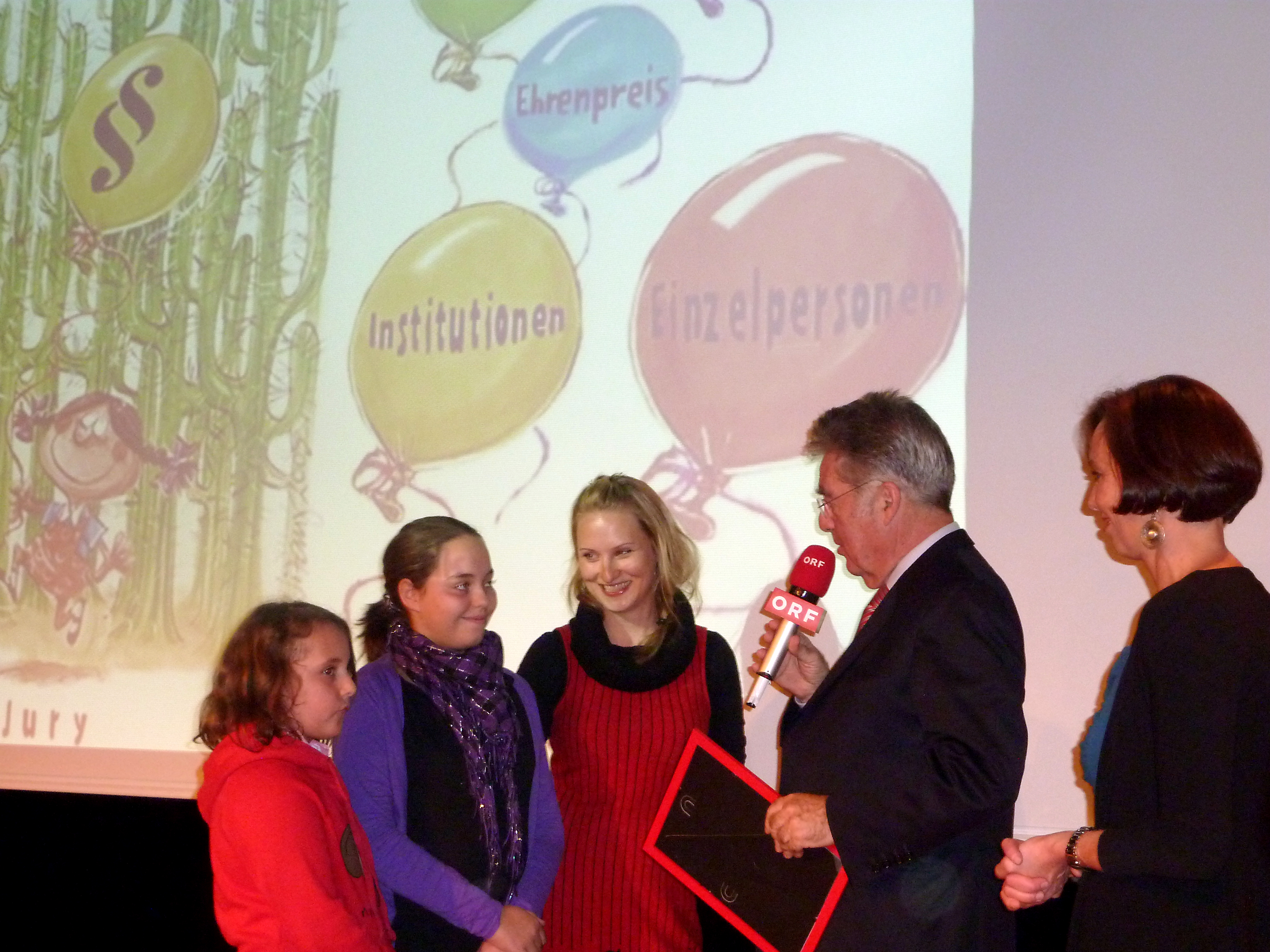
Федеральний президент Хайнц Фішер нагороджує представниць Радіофабрики Нагородою за підтримку прав дитини (2011)

Радіофабрика була відзначена такими нагородами:
- Премія за інтеграцію і права людини для діячів культури, за підтримки Австрійської Партії Зелених у Зальцбурзі і Жерара Мортьє (2003)
- Премія діячів культури федеральної землі Зальцбург (2003)
- Радіопремія за досягнення в освіті дорослих – нагорода Едуарда Плуає (2007, 2008)
- Радіопремія за досягнення в освіті дорослих – експериментальні/інтерактивні проекти (2009[32], 2010[33], 2018[34])
- Радіопремія за досягнення в освіті дорослих – інформаційні проекти (2011, 2012)
- Радіопремія за досягнення в освіті дорослих – короткотривалі проекти (2013, 2014)
- Альтернативна медіапремія[de] Нюрнберзької медіаакадемії і фонду Фрідріха Еберта[de] (2008)
- Медіапремія німецької християнської організації для дітей, що потребують гуманітарної допомоги Kindernothilfe[de] (2008)
- ESIS – Європейська відзнака за інноваційні мовні проекти (2003, 2008)[35]
- Топ 100 зальцбуржців 2003, 2004 & 2008 (2003–26. Вольфганг Гірнер/Георг Віммер, 2004–34.- Герман Губер, 2008–17.-Альф Альтендорф/Георг Віммер)[36][37]

### Премія Radio Schorsch

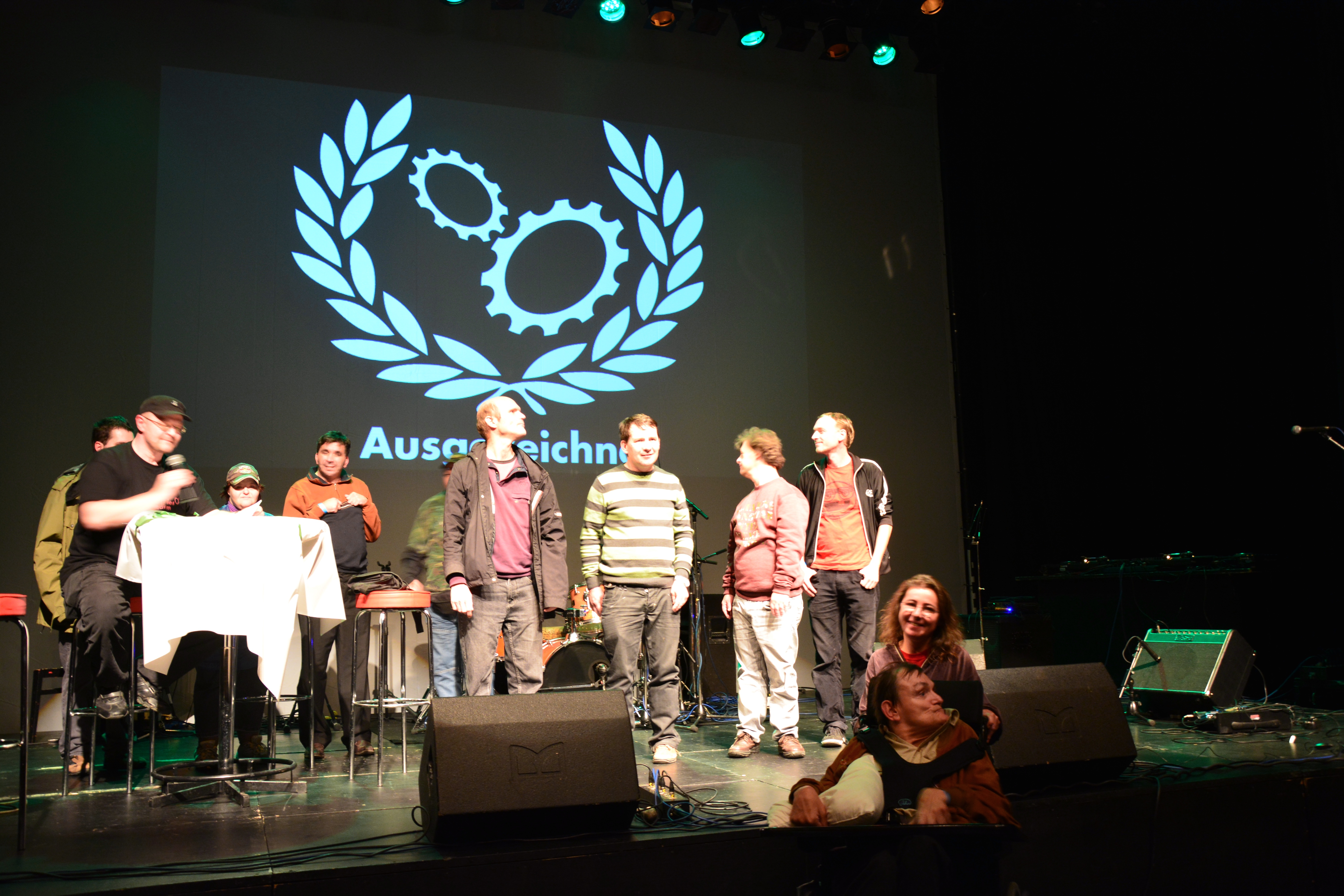
Презентація Radioschorsch 2013 у Зальцбурзі

З 2008 року Радіофабрика вручає власну медіапремію Radio Schorsch, назва якої походить від назви першої радіоточки колишньої піратської радіостанції і попередника Радіофабрики Radio Bongo 500. Донині переможцями премії ставали передачі, автори передач або співробітники.
- 2008: Artarium – Трохи інакший мистецький біотоп / Розі Ґабріель (почесна премія)
- 2009: Squirrelkids
- 2010: Сабаха Сінанович
- 2011: Едіт Шиллер / Маркус Діс (Lifetime Achievement)
- 2013: Hallo Nachbarland (“Networking und Community-Building”), Radio Stachelschwein (“Соціальні перспективи та їх реалізація”), Soundburg-Radio ("Технологічна першість"), Ґеорґ Віммер (Lifetime Achievement)
- 2015: Stoned Poets (Kultur), Menschen in Aktion (“Соціальна політика”)
- 2016: Battle & Hum, Skrupellose Fische („Edutainment”)
- 2017: Mexico anders, Radio Lebenshilfe Salzburg (“Дати голос”)
- 2018: Geographical Imaginations – передача Кевіна Фокса „A Year in Studio B“ (“Що воно таке? Довга передача”), Perlentaucher – Норберт К. Гунд & Крістофер Шмаль (“Що воно таке? Конкурс джинглів”), Тереза Луґштайн (“Почесна премія за особливі заслуги”)
- 2019: Talk2Much (“Політично, суспільно, до роздумів”), Ethnoskop (“Найкраща гостьова передача”), музична редакція – Ніко Фукс, Романа Штюкльшвайґер (“Почесна премія”)